# Parepione subochrea
Parepione subochrea är en fjärilsart som beskrevs av Eugen Wehrli 1940. Parepione subochrea ingår i släktet Parepione och familjen mätare. Inga underarter finns listade i Catalogue of Life.